# Ferrari SF70H
O Ferrari SF70H é o modelo de carro de corrida construído pela equipe Scuderia Ferrari para a disputa da temporada de Fórmula 1 de 2017, pilotado por Sebastian Vettel e Kimi Räikkönen.
O lançamento do carro ocorreu em 24 de fevereiro em Maranello, Itália.
O modelo deixa de lado um pouco do branco visto no seu antecessor e, além da barbatana que tem dividido opiniões, ganha também uma "miniasa em T", peça vista na Mercedes momentos depois do seu lançamento. Um detalhe que difere das equipes rivais, e que chamou a atenção no carro que será pilotado por Sebastian Vettel e Kimi Räikkönen, diz respeito às entradas de ar laterais, que ganharam um aspecto mais agressivo. Tirando as mudanças realizadas em função do regulamento que entra em vigor este ano, com carros mais largos, o modelo lembra muito o que foi utilizado em 2016.
Com o carro de 2017, a escuderia de Maranello tem a missão de virar o jogo contra Mercedes e Red Bull Racing, duas equipes que devem vir muito forte, principalmente com mudanças na parte aerodinâmica, uma vez que o time austríaco conta com a participação do "mago" Adrian Newey no projeto deste ano. Newey é tido como o mestre da aerodinâmica e já levou diversos títulos para casa graças aos seus projetos inovadores. Em 2016, o time italiano tinha a esperança de um bom ano, já que havia ganho três corridas no ano anterior. Mas a realidade foi diferente. Nem Vettel nem Räikkönen conseguiram subir ao lugar mais alto do pódio e, de quebra, ainda foram ultrapassados pela Red Bull Racing no Mundial de Construtores, terminando na terceira colocação.

## Raio X
Após evoluir em 2015, a Ferrari não repetiu o bom momento no ano seguinte. Em 2017, empolgou nos testes de pré-temporada mostrando que esta pode ser a temporada para bater de frente com a Mercedes.

## Estatísticas
| Sebastian Vettel | X              | Kimi Räikkönen |
| 317              | Pontos         | 205            |
| 5                | Vitórias       | 0              |
| 4                | Pole Positions | 1              |
| 4                | Volta Rápida   | 2              |
| 14               | Pódios         | 7              |
| 2                | Abandonos      | 4              |